# 益田明典
益田 明典（ますだ あきのり、1965年9月23日 - ）は、宮崎県都城市出身の元プロ野球選手（投手）、野球指導者。左投左打。
2019年2月6日より、愛知学院大学硬式野球部の監督を務める。

## 来歴・人物
都城西高から愛知学院大学に進学。愛知大学リーグでは4年時に2季連続でリーグ優勝に貢献し、最優秀選手とベストナインに選ばれた。明治神宮大会では初戦で近大の山内嘉弘と投げ合って完投勝利。リーグ戦通算35試合登板、23勝7敗、防御率1.95。1987年のNPBドラフト会議で読売ジャイアンツから5位指名を受け入団した。背番号は33。
プロ1年目の1988年に一軍初登板を含む2試合、2年目の1989年に3試合に登板しただけで、その後は一軍登板はなく1991年に現役を引退。
1992年から2018年までは、大阪駐在（近畿・中国・四国地区担当）のスカウトとして、上原浩治などの獲得に尽力した。
2018年限りで巨人を退団したことを機に、学生野球資格の回復に向けて講習会を受講。2019年2月5日付で日本学生野球協会から回復を認定されたことによって、同協会に加盟する大学・高校の硬式野球部での指導が可能になったため、2月6日付けでプロ入り前に所属していた愛知学院大学硬式野球部の監督に就任した。ちなみに、選手時代の監督だった小林秀一は、現役選手（益田と同じく投手）としてNPBドラフト会議で巨人からの1位指名を拒否した唯一の人物（2021年の同会議終了時点）。益田の前任監督である木村孝は、日本ハムファイターズの外野手からコーチ・スカウトを経て、益田と同じ経緯で2015年2月1日から2019年2月5日まで野球部を指揮していた。

## 詳細情報

### 年度別投手成績
| 年 度     | 球 団     | 登 板 | 先 発 | 完 投 | 完 封 | 無 四 球 | 勝 利 | 敗 戦 | セ 丨 ブ | ホ 丨 ル ド | 勝 率 | 打 者 | 投 球 回 | 被 安 打 | 被 本 塁 打 | 与 四 球 | 敬 遠 | 与 死 球 | 奪 三 振 | 暴 投 | ボ 丨 ク | 失 点 | 自 責 点 | 防 御 率 | W H I P |
| --------- | --------- | ----- | ----- | ----- | ----- | -------- | ----- | ----- | -------- | ----------- | ----- | ----- | -------- | -------- | ----------- | -------- | ----- | -------- | -------- | ----- | -------- | ----- | -------- | -------- | ------- |
| 1988      | 巨人      | 2     | 0     | 0     | 0     | 0        | 0     | 0     | 0        | --          | ----  | 3     | 0.1      | 0        | 0           | 2        | 0     | 0        | 0        | 0     | 0        | 1     | 1        | 27.00    | 6.00    |
| 1989      | 巨人      | 3     | 0     | 0     | 0     | 0        | 0     | 0     | 0        | --          | ----  | 22    | 4.2      | 5        | 0           | 4        | 0     | 0        | 1        | 0     | 0        | 1     | 1        | 1.93     | 1.93    |
| 通算：2年 | 通算：2年 | 5     | 0     | 0     | 0     | 0        | 0     | 0     | 0        | --          | ----  | 25    | 5.0      | 5        | 0           | 6        | 0     | 0        | 1        | 0     | 0        | 2     | 2        | 3.60     | 2.20    |

### 記録
- 初登板：1988年4月14日、対阪神タイガース2回戦（阪神甲子園球場）、6回裏1死に3番手で救援登板、1/3回無失点
- 初奪三振：1989年4月16日、対広島東洋カープ2回戦（東京ドーム）、8回表に長嶋清幸から

### 背番号
- 33 （1988年 - 1991年）